# Johan Uddén
Johan Uddén, född 1 september 1763 i Stockholm, död 22 januari 1816 i Söderhamn, var en svensk präst.
Uddén blev student vid Uppsala universitet 1786 och prästvigdes 1788. Han var först huspredikant hos Carl Axel Wachtmeister och blev senare bataljonspredikant, pastorsadjunkt i Sankt Jakobs församling, komminister i Hedvig Eleonora församling och slutligen kyrkoherde i Söderhamns församling.
Johan Uddén var son till Jonas Thåman och Christina Ekberg. I likhet med den äldre brodern Olof, som också blev präst, antog han namnet Uddén. Han gifte sig 1793 med Catharina Christina Ekmark. De var föräldrar till Wilhelm Uddén. Herman Uddén var sonson till brodern.